# 네팔 공산당 (통합 마르크스-레닌주의)
네팔 공산당 (통합 마르크스-레닌주의)(네팔어: नेपाल कम्युनिष्ट पार्टी (एकीकृत मार्क्सवादी-लेनिनवादी), 영어: Communist Party of Nepal (Unified Marxist–Leninist), CPN–UML)은 네팔의 정당이다. 1991년 창당된 이래 네팔의 주요 정당 중 하나로 영향력을 발휘하고 있다.

## 역사
네팔에 다당민주제가 도입된 이후 1991년 네팔 공산당 (마르크스주의)와 네팔 공산당 (마르크스-레닌주의)가 통합하여 창당되었다. 1994년 총선 이후 만 모한 아디카리를 총리로 하여 소수 정부를 구성했다.
2008년 8월 15일의 제헌 의회에서 수반 지명에서 캐스팅 보트를 쥐고 프라찬다 정권을 탄생시켜, 연립 여당이 되었다. 8월 31일, 부총리 밤 데브 가우탐을 포함한 6명의 장관이 취임했다. 하지만 프라찬다 총리가 국군 참모 총장을 해임한 데 반발해 2009년 5월 4일 연립을 이탈하고 다음날 프라찬다는 사임했다.
2009년 5월 23일, 네팔 제헌 의회에서 원래 서기장 마다브 쿠마르 네팔이 제 57대 총리에 무투표로 선출되었다. 서기장 마다브 쿠마르 네팔은 2009년 5월부터 2011년 2월, 전 의장 잘라 나트 카날은 2011년 1월부터 8월까지 총리를 지냈다. 2014년부터 당수는 카드가 프라사드 샤르마 올리이다.
2018년 네팔 공산당 (마오주의 센터)와 통합하기도 하였으나 2021년 다시 분리되었다.

## 역대 선거 결과
| 년도 | 의석 수   | 득표수    | 득표율 |
| ---- | --------- | --------- | ------ |
| 1991 | 65 / 205  | 2,040,102 | 27.98% |
| 1994 | 88 / 205  | 2,352,601 | 30.85% |
| 1999 | 71 / 205  | 2,728,725 | 31.66% |
| 2008 | 108 / 601 | 2,229,064 | 21.63% |
| 2013 | 175 / 575 | 2,492,090 | 27.55% |
| 2017 | 121 / 275 | 3,173,494 | 33.25% |

## 같이 보기
- 네팔 공산당 (통합 사회주의)
- 네팔 공산당 (2018년)